# اشلي كارينو
آشلي آن كارينو باريتو (من مواليد 3 أغسطس 1994) هي عارضة أزياء أمريكية بورتوريكية وملكة جمال ، فائزة ملكة جمال الكون بورتوريكو 2022. ستمثل بورتوريكو في ملكة جمال الكون 2022.
فازت كارينو سابقًا بـ ملكة جمال فلوريدا الولايات المتحدة الأمريكية 2021 ومثلت فلوريدا في ملكة جمال الولايات المتحدة الأمريكية 2021، لتحتل المركز الثاني.

## روابط خارجية
- اشلي كارينو على إنستغرام